# Fußball-Europameisterschaft 2000/Gruppe B
| Pl. | Land     | Sp. | S | U | N | Tore    | Diff. | Punkte |
| --- | -------- | --- | - | - | - | ------- | ----- | ------ |
| 1.  | Italien  | 3   | 3 | 0 | 0 | 006:200 | +4    | 09     |
| 2.  | Türkei   | 3   | 1 | 1 | 1 | 003:200 | +1    | 04     |
| 3.  | Belgien  | 3   | 1 | 0 | 2 | 002:500 | −3    | 03     |
| 4.  | Schweden | 3   | 0 | 1 | 2 | 002:400 | −2    | 01     |

## Belgien – Schweden 2:1 (1:0)
| Belgien                                                        | Belgien | Schweden | Schweden |
| -------------------------------------------------------------- | --- | --- | -------- |
| Belgien                                                        | \| 1. Spieltag (Eröffnungsspiel) \| \| 10. Juni 2000 um 20.45 Uhr in Brüssel (König-Baudouin-Stadion) \| \| Zuschauer: 46.700 (ausverkauft) \| \| Schiedsrichter: Markus Merk ( Deutschland) \| \| Spielbericht \|                                                        | \| 1. Spieltag (Eröffnungsspiel) \| \| 10. Juni 2000 um 20.45 Uhr in Brüssel (König-Baudouin-Stadion) \| \| Zuschauer: 46.700 (ausverkauft) \| \| Schiedsrichter: Markus Merk ( Deutschland) \| \| Spielbericht \|                                                                         | Schweden |
| Belgien                                                        | Filip De Wilde – Lorenzo Staelens – Éric Deflandre, Joos Valgaeren, Philippe Léonard (72. Nico Van Kerckhoven) – Gert Verheyen (88. Jacky Peeters), Yves Vanderhaeghe, Marc Wilmots, Bart Goor – Emile Mpenza, Branko Strupar (69. Luc Nilis) Cheftrainer: Robert Waseige | Magnus Hedman – Olof Mellberg, Joachim Björklund, Patrik Andersson , Roland Nilsson (46. Teddy Lučić) – Niclas Alexandersson, Johan Mjällby, Daniel Andersson (70. Yksel Osmanovski), Freddie Ljungberg – Kennet Andersson, Jörgen Pettersson Cheftrainer: Tommy Söderberg, Lars Lagerbäck | Schweden |
| Belgien                                                        | 1:0 Goor (43.) 2:0 Mpenza (46.) | 2:1 Mjällby (53.) | Schweden |
| Belgien                                                        | Verheyen, Nilis, Van Kerckhoven | P. Andersson | Schweden |
| Belgien                                                        | P. Andersson (81.) | | Schweden |
| 1. Spieltag (Eröffnungsspiel)                                  | | |          |
| 10. Juni 2000 um 20.45 Uhr in Brüssel (König-Baudouin-Stadion) | | |          |
| Zuschauer: 46.700 (ausverkauft)                                | | |          |
| Schiedsrichter: Markus Merk ( Deutschland)                     | | |          |
| Spielbericht                                                   | | |          |

## Türkei – Italien 1:2 (0:0)
| Türkei                                           | Türkei | Italien | Italien |
| ------------------------------------------------ | --- | --- | ------- |
| Türkei                                           | \| 1. Spieltag \| \| 11. Juni 2000 um 14.30 Uhr in Arnhem (GelreDome) \| \| Zuschauer: 25.000 \| \| Schiedsrichter: Hugh Dallas ( Schottland) \| \| Spielbericht \|                                                                                        | \| 1. Spieltag \| \| 11. Juni 2000 um 14.30 Uhr in Arnhem (GelreDome) \| \| Zuschauer: 25.000 \| \| Schiedsrichter: Hugh Dallas ( Schottland) \| \| Spielbericht \| | Italien |
| Türkei                                           | Rüştü Reçber – Fatih Akyel, Ogün Temizkanoğlu , Alpay Özalan – Tayfur Havutçu – Ümit Davala (76. Tugay Kerimoğlu), Okan Buruk (88. Ergün Penbe), Tayfun Korkut, Abdullah Ercan – Sergen Yalçın (81. Arif Erdem) – Hakan Şükür Cheftrainer: Mustafa Denizli | Francesco Toldo – Gianluca Zambrotta, Fabio Cannavaro, Alessandro Nesta, Paolo Maldini , Gianluca Pessotto (62. Mark Iuliano) – Antonio Conte, Demetrio Albertini – Stefano Fiore (75. Alessandro Del Piero) – Francesco Totti (83. Angelo Di Livio), Filippo Inzaghi Cheftrainer: Dino Zoff | Italien |
| Türkei                                           | 1:1 Okan (62.) | 0:1 Conte (52.) 1:2 Inzaghi (70., FE) | Italien |
| 1. Spieltag                                      | | |         |
| 11. Juni 2000 um 14.30 Uhr in Arnhem (GelreDome) | | |         |
| Zuschauer: 25.000                                | | |         |
| Schiedsrichter: Hugh Dallas ( Schottland)        | | |         |
| Spielbericht                                     | | |         |

## Italien – Belgien 2:0 (1:0)
| Italien                                                        | Italien | Belgien | Belgien |
| -------------------------------------------------------------- | --- | --- | ------- |
| Italien                                                        | \| 2. Spieltag \| \| 14. Juni 2000 um 20.45 Uhr in Brüssel (König-Baudouin-Stadion) \| \| Zuschauer: 44.500 \| \| Schiedsrichter: José María García-Aranda ( Spanien) \| \| Spielbericht \|                                                                                                  | \| 2. Spieltag \| \| 14. Juni 2000 um 20.45 Uhr in Brüssel (König-Baudouin-Stadion) \| \| Zuschauer: 44.500 \| \| Schiedsrichter: José María García-Aranda ( Spanien) \| \| Spielbericht \|                                                                         | Belgien |
| Italien                                                        | Francesco Toldo – Gianluca Zambrotta, Fabio Cannavaro, Alessandro Nesta, Mark Iuliano, Paolo Maldini – Antonio Conte, Demetrio Albertini – Stefano Fiore (83. Massimo Ambrosini) – Francesco Totti (63. Alessandro Del Piero), Filippo Inzaghi (77. Marco Delvecchio) Cheftrainer: Dino Zoff | Filip De Wilde – Lorenzo Staelens – Éric Deflandre, Joos Valgaeren, Nico Van Kerckhoven (46. Marc Hendrikx) – Gert Verheyen (67. Mbo Mpenza), Yves Vanderhaeghe, Marc Wilmots, Bart Goor – Emile Mpenza, Branko Strupar (58. Luc Nilis) Cheftrainer: Robert Waseige | Belgien |
| Italien                                                        | 1:0 Totti (6.) 2:0 Fiore (66.) | | Belgien |
| Italien                                                        | Zambrotta, Conte | Wilmots | Belgien |
| 2. Spieltag                                                    | | |         |
| 14. Juni 2000 um 20.45 Uhr in Brüssel (König-Baudouin-Stadion) | | |         |
| Zuschauer: 44.500                                              | | |         |
| Schiedsrichter: José María García-Aranda ( Spanien)            | | |         |
| Spielbericht                                                   | | |         |

## Schweden – Türkei 0:0
| Schweden                                                  | Schweden | Türkei | Türkei |
| --------------------------------------------------------- | --- | --- | ------ |
| Schweden                                                  | \| 2. Spieltag \| \| 15. Juni 2000 um 20.45 Uhr in Eindhoven (Philips Stadion) \| \| Zuschauer: 28.560 \| \| Schiedsrichter: Dick Jol ( Niederlande) \| \| Spielbericht \| | \| 2. Spieltag \| \| 15. Juni 2000 um 20.45 Uhr in Eindhoven (Philips Stadion) \| \| Zuschauer: 28.560 \| \| Schiedsrichter: Dick Jol ( Niederlande) \| \| Spielbericht \|                                                                         | Türkei |
| Schweden                                                  | Magnus Hedman – Olof Mellberg, Joachim Björklund, Johan Mjällby , Teddy Lučić – Niclas Alexandersson (63. Anders Andersson), Gary Sundgren, Håkan Mild, Freddie Ljungberg – Kennet Andersson (46. Jörgen Pettersson), Henrik Larsson (78. Magnus Svensson) Cheftrainer: Tommy Söderberg, Lars Lagerbäck | Rüştü Reçber – Fatih Akyel, Ogün Temizkanoğlu (59. Tugay Kerimoğlu), Alpay Özalan – Ümit Davala (46. Tayfun Korkut), Okan Buruk, Suat Kaya, Hakan Ünsal – Mustafa İzzet (58. Sergen Yalçın) – Arif Erdem, Hakan Şükür Cheftrainer: Mustafa Denizli | Türkei |
| Schweden                                                  | Mjällby | Kaya | Türkei |
| 2. Spieltag                                               | | |        |
| 15. Juni 2000 um 20.45 Uhr in Eindhoven (Philips Stadion) | | |        |
| Zuschauer: 28.560                                         | | |        |
| Schiedsrichter: Dick Jol ( Niederlande)                   | | |        |
| Spielbericht                                              | | |        |

## Türkei – Belgien 2:0 (1:0)
| Türkei                                                         | Türkei | Belgien | Belgien |
| -------------------------------------------------------------- | --- | --- | ------- |
| Türkei                                                         | \| 3. Spieltag \| \| 19. Juni 2000 um 20.45 Uhr in Brüssel (König-Baudouin-Stadion) \| \| Zuschauer: 43.000 \| \| Schiedsrichter: Kim Milton Nielsen ( Dänemark) \| \| Spielbericht \|                                                                  | \| 3. Spieltag \| \| 19. Juni 2000 um 20.45 Uhr in Brüssel (König-Baudouin-Stadion) \| \| Zuschauer: 43.000 \| \| Schiedsrichter: Kim Milton Nielsen ( Dänemark) \| \| Spielbericht \|                                                                                   | Belgien |
| Türkei                                                         | Rüştü Reçber – Fatih Akyel, Ogün Temizkanoğlu , Alpay Özalan – Tayfun Korkut, Suat Kaya, Tugay Kerimoğlu (37. Tayfur Havutçu), Abdullah Ercan – Okan Buruk (77. Ergün Penbe) – Arif Erdem (87. Osman Özköylü), Hakan Şükür Cheftrainer: Mustafa Denizli | Filip De Wilde – Lorenzo Staelens – Éric Deflandre, Joos Valgaeren, Nico Van Kerckhoven – Gert Verheyen (63. Branko Strupar), Yves Vanderhaeghe, Marc Wilmots, Bart Goor (59. Marc Hendrikx) – Emile Mpenza, Luc Nilis (79. Gilles De Bilde) Cheftrainer: Robert Waseige | Belgien |
| Türkei                                                         | 1:0 Hakan Şükür (45.) 2:0 Hakan Şükür (70.) | | Belgien |
| Türkei                                                         | Tayfun, Osman | Vanderhaeghe, Mpenza | Belgien |
| Türkei                                                         | De Wilde (84., Foulspiel) | | Belgien |
| 3. Spieltag                                                    | | |         |
| 19. Juni 2000 um 20.45 Uhr in Brüssel (König-Baudouin-Stadion) | | |         |
| Zuschauer: 43.000                                              | | |         |
| Schiedsrichter: Kim Milton Nielsen ( Dänemark)                 | | |         |
| Spielbericht                                                   | | |         |

## Italien – Schweden 2:1 (1:0)
| Italien                                                   | Italien | Schweden | Schweden |
| --------------------------------------------------------- | --- | --- | -------- |
| Italien                                                   | \| 3. Spieltag \| \| 19. Juni 2000 um 20.45 Uhr in Eindhoven (Philips Stadion) \| \| Zuschauer: 33.000 \| \| Schiedsrichter: Vítor Melo Pereira ( Portugal) \| \| Spielbericht \|                                                                                                   | \| 3. Spieltag \| \| 19. Juni 2000 um 20.45 Uhr in Eindhoven (Philips Stadion) \| \| Zuschauer: 33.000 \| \| Schiedsrichter: Vítor Melo Pereira ( Portugal) \| \| Spielbericht \| | Schweden |
| Italien                                                   | Francesco Toldo – Gianluca Pessotto, Paolo Negro, Ciro Ferrara, Mark Iuliano (46. Fabio Cannavaro), Paolo Maldini (42. Alessandro Nesta) – Angelo Di Livio (64. Stefano Fiore), Luigi Di Biagio, Massimo Ambrosini – Alessandro Del Piero, Vincenzo Montella Cheftrainer: Dino Zoff | Magnus Hedman – Olof Mellberg, Joachim Björklund, Patrik Andersson , Tomas Gustafsson (75. Kennet Andersson) – Magnus Svensson (52. Niclas Alexandersson), Johan Mjällby (56. Daniel Andersson), Håkan Mild – Freddie Ljungberg – Yksel Osmanovski, Henrik Larsson Cheftrainer: Tommy Söderberg, Lars Lagerbäck | Schweden |
| Italien                                                   | 1:0 Di Biagio (38.) 2:1 Del Piero (88.) | 1:1 Larsson (77.) | Schweden |
| 3. Spieltag                                               | | |          |
| 19. Juni 2000 um 20.45 Uhr in Eindhoven (Philips Stadion) | | |          |
| Zuschauer: 33.000                                         | | |          |
| Schiedsrichter: Vítor Melo Pereira ( Portugal)            | | |          |
| Spielbericht                                              | | |          |